# Landtagswahlkreis Unna III – Hamm II
Der Landtagswahlkreis Unna III – Hamm II ist ein Landtagswahlkreis in Nordrhein-Westfalen. Er umfasst momentan die Gemeinden Bergkamen, Bönen und Kamen im Kreis Unna sowie den Stadtbezirk Herringen der Stadt Hamm.
Das Gebiet entspricht in etwa dem Gebiet des früheren Wahlkreises Unna III - Hamm I, der zusätzlich noch den Stadtbezirk Hamm-Pelkum umfasste.

## Landtagswahl 2022
Bei der Landtagswahl 2022 zog die Sozialdemokratin Silvia Gosewinkel mit 43,4 % der gültigen Stimmen für den Wahlkreis 117 in den Nordrhein-Westfälischen Landtag ein. Die Wahlbeteiligung lag mit 46.691 Wählern bei 49,7 % von insgesamt 93.863 Wahlberechtigten.
| Direktkandidat     | Partei     | Erststimmen in % | Zweitstimmen in % |
| ------------------ | ---------- | ---------------- | ----------------- |
| Silvia Gosewinkel  | SPD        | 43,4             | 39,7              |
| Torsten Goetz      | CDU        | 27,5             | 28,2              |
| Maximilian Ziel    | GRÜNE      | 12,5             | 12,9              |
| Sebastian Knuhr    | FDP        | 4,1              | 4,4               |
| Katja Wohlgemuth   | LINKE      | 2,5              | 1,9               |
| Ulrich Lehmann     | AfD        | 7,5              | 7,2               |
| Sebastian Strzalka | Die PARTEI | 2,3              | 1,1               |
| –                  | Sonstige   | –                | 4,6               |

## Landtagswahl 2017
Bei der Landtagswahl zog, wie auch schon bei den vorangegangenen Wahlen, der Sozialdemokrat Rüdiger Weiß für den Wahlkreis 117 in den Landtag ein. Die Wahlbeteiligung lag bei 63,3 % der Stimmen bei 61.200 Wählern. Stimmberechtigt waren 96.678 Bürger.
| Direktkandidat   | Partei   | Erststimmen in % | Zweitstimmen in % |
| ---------------- | -------- | ---------------- | ----------------- |
| Rüdiger Weiß     | SPD      | 48,7             | 44,8              |
| Ina Scharrenbach | CDU      | 26,6             | 23,1              |
| Anke Dörlemann   | GRÜNE    | 5,8              | 4,9               |
| Thomas Rosemann  | FDP      | 6,8              | 8,4               |
| –                | PIRATEN  | –                | 1,1               |
| Manuela Karli    | LINKE    | 4,9              | 4,3               |
| Osan Yalcin      | AfD      | 7,4              | 8,9               |
| –                | Sonstige | –                | 4,6               |

Der Wahlkreis wird durch den direkt gewählten Wahlkreisabgeordneten Rüdiger Weiß (SPD), der dem Landtag seit 2010 angehört, vertreten. Die bisherige CDU-Abgeordnete Ina Scharrenbach verpasste den Wiedereinzug in das Parlament, da die Landesliste ihrer Partei aufgrund der hohen Zahl an Direktmandaten nicht zog. Sie wurde jedoch am 30. Juni 2017 zur Ministerin für Heimat, Kommunales, Bauen und Gleichstellung ernannt.

## Landtagswahl 2012
Bei der vorgezogenen Landtagswahl zog, wie auch schon bei der letzten Wahl, der Sozialdemokrat Rüdiger Weiß für den Wahlkreis 117 in den Landtag ein. Die Wahlbeteiligung lag bei 59,0 % der Stimmen bei 58.219 Wählern. Stimmberechtigt waren 98.753 Bürger. Der Wahlkreis hatte das zweitbeste Ergebnis gemessen an den Stimmenanteilen der SPD.
| Direktkandidat      | Partei   | Erststimmen in % | Zweitstimmen in % |
| ------------------- | -------- | ---------------- | ----------------- |
| Ina Scharrenbach    | CDU      | 20,2             | 16,7              |
| Rüdiger Weiß        | SPD      | 57,3             | 54,9              |
| Anke Dörlemann      | GRÜNE    | 8,3              | 8,5               |
| David Thomas Karnas | FDP      | 2,6              | 4,3               |
| Nuri Aygün          | LINKE    | 2,4              | 2,5               |
| Mirko Wittwer       | PIRATEN  | 9,3              | 8,5               |
| –                   | Sonstige | –                | 4,6               |

## Landtagswahl 2010
Bei der Landtagswahl 2010 auf 9. Mai holte Rüdiger Weiß (SPD) das landesweit beste Ergebnis für die Sozialdemokraten. Die Wahlbeteiligung lag bei 59,1 % der Stimmen von 99.625 Wahlberechtigten.
| Direktkandidat              | Partei  | Erststimmen in % | Zweitstimmen in % |
| --------------------------- | ------- | ---------------- | ----------------- |
| Rüdiger Weiß                | SPD     | 55,2             | 51,7              |
| Frank Murmann               | CDU     | 23,9             | 21,9              |
| Hans-Joachim Nadolski-Voigt | GRÜNE   | 7,7              | 8,5               |
| David Thomas Karnas         | FDP     | 3,1              | 4,1               |
| Wolfgang Finke              | LINKE   | 6,5              | 6,5               |
| Mirko Wittwer               | PIRATEN | 2,1              | 1,8               |
| Peter Finke                 | RENTNER | 1,0              | 0,8               |
| Mustafa Yücel               | BIG     | 0,5              | 0,5               |

## Landtagswahl 2005
Bei der Landtagswahl 2005 war der Wahlkreis Unna III - Hamm II der Wahlkreis mit dem prozentual höchsten Stimmanteil für die SPD, wohl zurückzuführen auf die Kandidatur des Spitzenkandidaten und damaligen Ministerpräsidenten, Peer Steinbrück. Wahlberechtigt waren 100.685 Einwohner.
| Direktkandidat    | Partei | Stimmen in % |
| ----------------- | ------ | ------------ |
| Dirk Wilke        | CDU    | 30,1         |
| Peer Steinbrück   | SPD    | 55,9         |
| Carsten Grüneberg | GRÜNE  | 4,4          |
| Tim Bremmer       | FDP    | 3,6          |
| Gerald Thörner    | REP    | 1,0          |
| Harald Röhl       | NPD    | 1,5          |
| Gerrit Naujoks    | PDS    | 1,0          |
| Rene Johannes     | WASG   | 2,5          |

Dadurch, dass Peer Steinbrück ein Ministeramt in Berlin angenommen hatte, war der Wahlkreis Unna III - Hamm II bis 2010 durch keinen Abgeordneten vertreten.

## Landtagswahl 2000
Bei der Landtagswahl 2000 führte die Einwohnerentwicklung dazu, dass die Wahlkreisgrenzen deutlich verändert wurden, ehe sie zur Landtagswahl 2005 in etwa wieder die alten Grenzen annahmen. Die Ergebnisse beziehen sich auf den Wahlkreis Unna III, der damals die Gemeinden Lünen und Selm umfasste. Bergkamen, Bönen und Kamen bildeten damals zusammen mit einem Teil der Kreisstadt Unna den Wahlkreis Unna II. Wahlberechtigt waren 86.509 Einwohner.
| Direktkandidat     | Partei | Stimmen in % |
| ------------------ | ------ | ------------ |
| Rainer Schmeltzer  | SPD    | 51,7         |
| Klaus Stallmann    | CDU    | 33,9         |
| Klaus Lenz         | FDP    | 6,3          |
| Theo-Otto Freihold | GRÜNE  | 4,7          |
| Ingo Sitzer        | REP    | 1,9          |
| Norbert Simdorn    | PDS    | 1,3          |
| Walter Lindner     | MLPD   | 0,2          |

Seit 2005 gehören Lünen und Selm wieder zum Landtagswahlkreis Unna II.